# Gianrico Tedeschi
Gianrico Tedeschi (Milán, 20 de abril de 1920-Pettenasco, 27 de julio de 2020) fue un actor y actor de doblaje italiano.

## Vida y carrera
Nacido en Milán en abril de 1920, Tedeschi consiguió un grado en pedagogía antes de matricularse en la Academia Nacional de Arte Dramático Silvio D'Amico, la cual  abandonó después de dos años para hacer su debut profesional con la compañía de escenario Evi Maltagliati-Salvo Randone-Tino Carraro. A fines de los años 40s  se incorporó a la compañía teatral Andreina Pagnani-Gino Cervi, con quien consiguió su primer éxito personal por su actuación en la comedia Quel signore che venne a pranzo. Él más tarde trabajó intensivamente con Luchino Visconti y con el Teatro Piccolo dirigido por Giorgio Strehler. También visitó los Estados Unidos, la Unión Soviética, París y Londres.
En su carrera variada, Tedeschi estuvo muy activo como actor de doblaje, actor de voz y personalidad radiofónica, y desde inicios de los años 50  apareció en numerosas películas y series de televisión, incluso a menudo en roles secundarios. Apareció en 50 películas entre 1943 y 2013.
El 20 de abril de 2020, Tedeschi celebró su cumpleaños número 100 y ese mismo día recibió un mensaje especial del Presidente italiano Sergio Mattarella. Falleció el 27 de julio de ese año en Pettenasco.

## Filmografía seleccionada

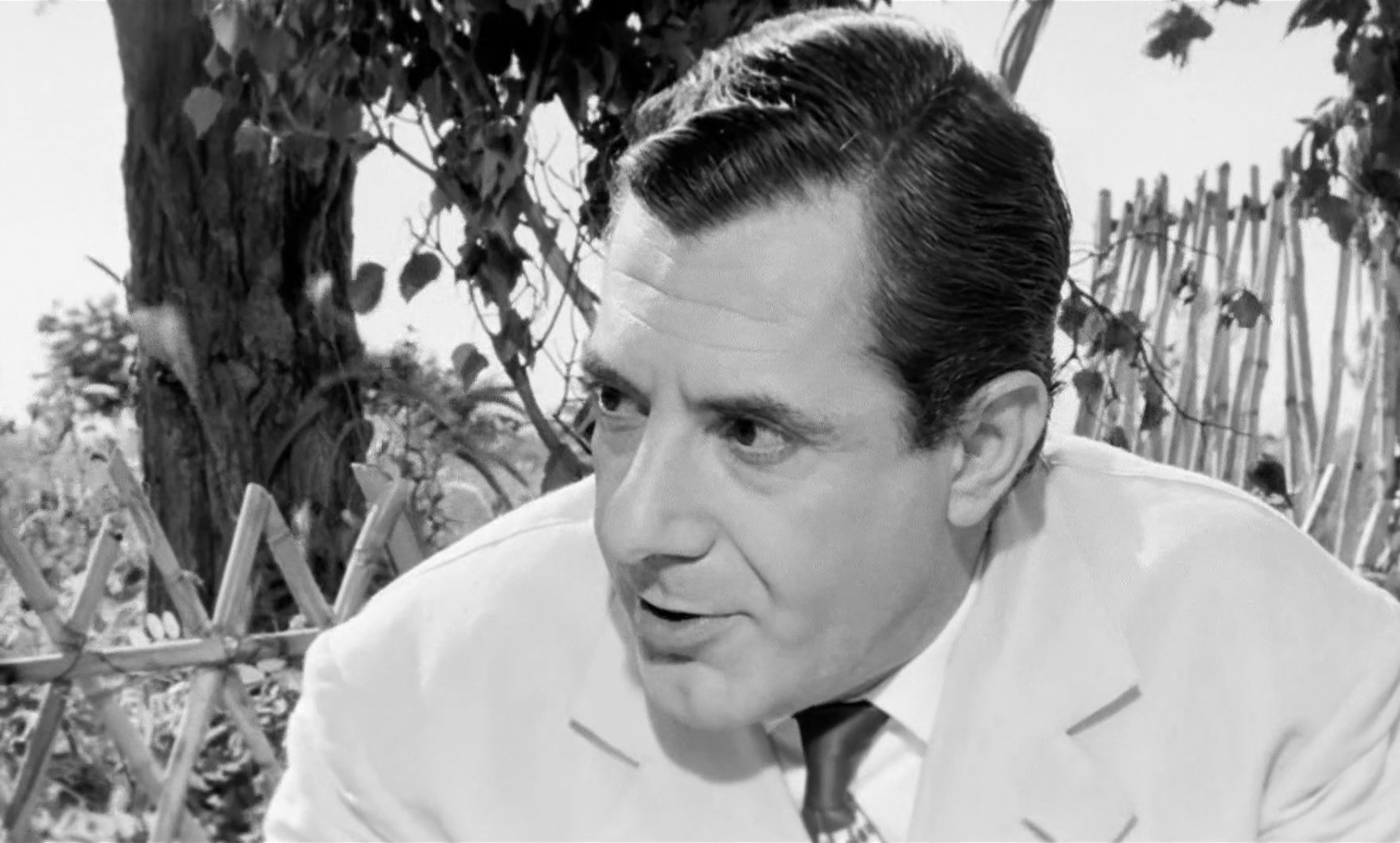
Tedeschi en Adua e le compagne (1960)

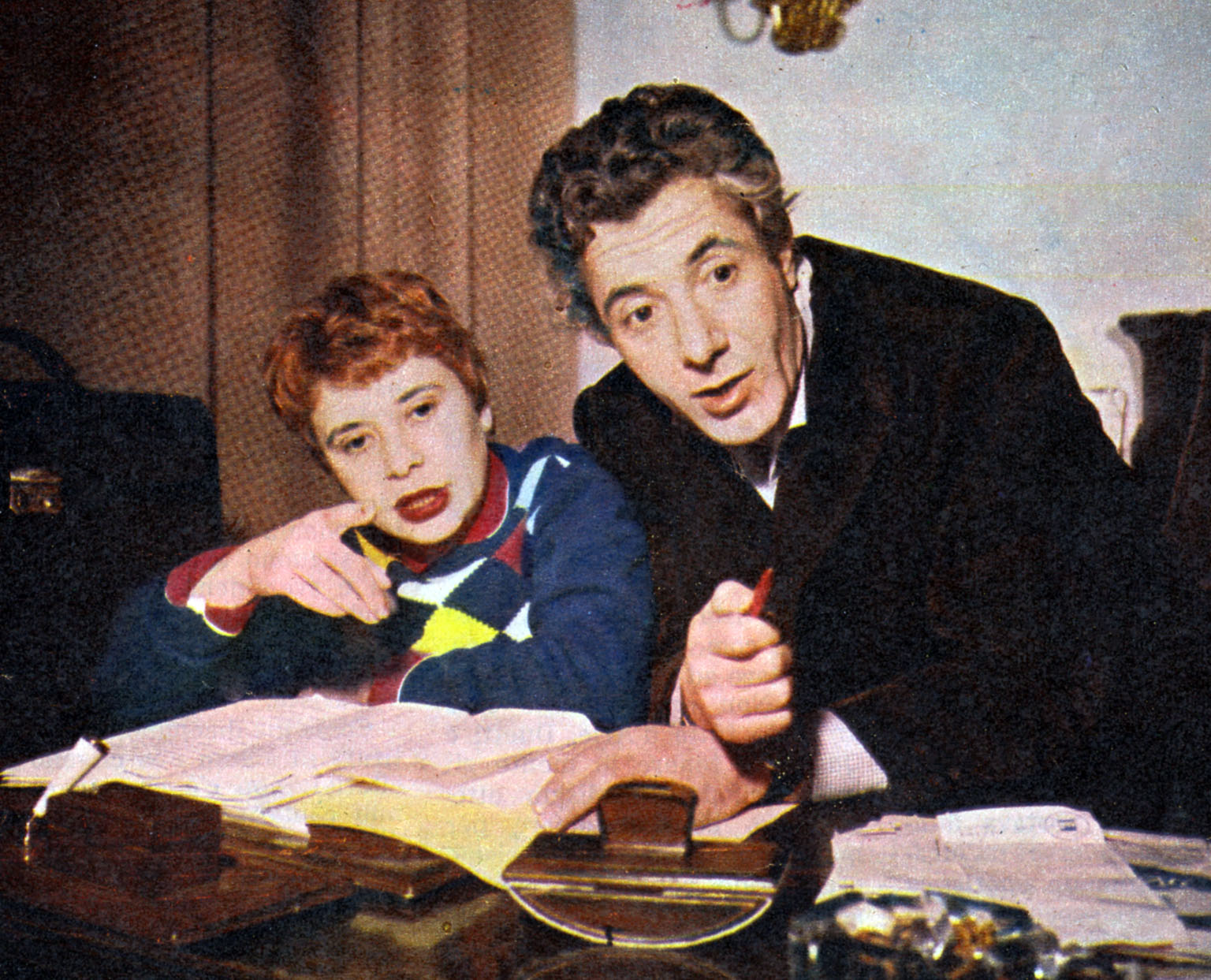
Tedeschi (a la derecha) con Bice Valori en 1957

| - The Peddler and the Lady (1943) - Un jugador en la mesa de baccarat (sin acreditar) - Il padrone del vapore (1951) - El pianista - We Two Alone (1952) - El administrador del personal - Public Opinion (1954) - Egisto Bianchi - The Last Five Minutes (1955) - El pianista - Bravissimo (1955) - Empresario de teatro - I pappagalli (1955) - El pintor - Susanna Whipped Cream (1957) - Gianluca - Femmine tre volte (1957) - Vassili - Carmela è una bambola (1958) - El psicoanalista - Caporale di giornata (1958) - Colonel Felice - The Law (1959) - Primer desempleado - Non perdiamo la testa (1959) - Prof. Daniele - La cento chilometri (1959) - El caminante de carreras amigo de Buscaglione - The Employee (1960) - Director - Carthage in Flames (1960) - Eleo - Adua and Friends (1960) - Stefano - The Fascist (1961) - Arcangelo Bardacci - Madame (1961) - Roquet - Three Fables of Love (1962) - Valerio (o"Le lièvre et le tortue") - Gli eroi del doppio gioco (1962) - Pietro Malaguti - Destination Rome (1963) - Un ladrón - Ro.Go.Pa.G. (1963) - El psiquiatra (segmento "Illibatezza") (sin acreditar) - I 4 tassisti (1963) - L'uomo in blue (segmento "L'uomo in blue") | - Un marito in condominio (1963) - Ulisse - The Mona Lisa Has Been Stolen (1966) - Gaspard, el inspector de policía parisino - How I Learned to Love Women (1966) - El director - marido de Ilde - Il marito è mio e l'ammazzo quando mi pare (1968) - Embalmer - Gli infermieri della mutua (1969) - Prof. Giacomo Garinoni - Brancaleone at the Crusades (1970) - Pantaleo - Il merlo maschio (1971) -Director de orquesta - Io non vedo, tu non parli, lui non sente (1971) - Police Commissioner Salvatore Mazzia - Hector the Mighty (1972) - Priamo - L'uccello migratore (1972) - Onorevole Michele Pomeraro - Frankenstein - Italian Style (1975) - Dr. Frankenstein - Mimì Bluette... fiore del mio giardino (1976) - Maurice - Sex with a Smile II (1976) - Silvestri (segmento "La visita") - Il mostro (1977) - La presidentessa (1977) - Juez Agostino Tricanti - Dr. Jekyll Likes Them Hot (1979) - James / Jeeves - Hurricane Rosy (1979) - El conde - Prestazione straordinaria (1994) - Grisaglia - Long Live Freedom (2013) - Furlan |